# Everybody Jam!
Everydoby Jam! es el tercer álbum de estudio de Scatman John. El álbum continua con las líneas temáticas del disco anterior Scatman's World. El álbum llegó al número 45 en Suiza. En Japón llegó al puesto 17 de las listas y se mantuvo en el top 40 urante 9 semanas, vendiendo cerca de 100.00 copias, siendo menor el número de ventas a su disco anterior pero, siendo un gran éxito para un artista extranjero.

## Lista de Canciones
Todas las canciones escritas y compuestas por Antonio Nunzio Catania y John Larkin, excepto donde se señala. 
| N.º | Título                                                            | Duración |  |
| 1.  | «Stop the Rain»                                                   | 4:06     |  |
| 2.  | «Everybody Jam!»                                                  | 3:31     |  |
| 3.  | «The Invisible Man»                                               | 3:26     |  |
| 4.  | «Let It Go»                                                       | 3:47     |  |
| 5.  | «Message to You»                                                  | 3:36     |  |
| 6.  | «(I Want To) Be Someone»                                          | 3:17     |  |
| 7.  | «Scatmusic»                                                       | 3:57     |  |
| 8.  | «Shut Your Mouth and Open Your Mind» (Catania, Ingo Kays, Larkin) | 3:54     |  |
| 9.  | «(We Got To Learn To) Live Together» (Catania, Kays, Larkin)      | 3:52     |  |
| 10. | «Ballad of Love» (Catania, Kays, Larkin)                          | 3:42     |  |
| 11. | «People of the Generation»                                        | 3:44     |  |
| 12. | «Lebanon»                                                         | 3:34     |  |
| 13. | «U-Turn»                                                          | 3:47     |  |
| 14. | «Everybody Jam!» (Club Jam)                                       | 5:41     |  |

| Bonus Track versión japonesa |                                       |          |  |
| N.º                          | Título                                | Duración |  |
| 15.                          | «Paa Pee Poo Pae Po»                  | 3:50     |  |
| 16.                          | «I'm Free»                            | 3:37     |  |
| 17.                          | «Jazzology»                           | 3:53     |  |
| 18.                          | «Pripri Scat» (Radio edit)            | 3:16     |  |
| 19.                          | «Su Su Su Super Ki Re i» (Radio edit) | 3:56     |  |